# Skála Rachoníou
Skála Rachoníou, en grec moderne : Σκάλα Ραχωνίου, est un village sur l'île de Thasos, en Macédoine-Orientale-et-Thrace, Grèce.
Selon le recensement de 2011, la population du village compte 283 habitants.